# Suda (Kanchanpur)
Suda (nep. सुडा) – gaun wikas samiti w zachodniej części Nepalu w strefie Mahakali w dystrykcie Kanchanpur. Według nepalskiego spisu powszechnego z 2001 roku liczył on 2909 gospodarstw domowych i 18 061 mieszkańców (8852 kobiet i 9209 mężczyzn).